# Републикански път III-2075
Републикански път IIІ-2075 е третокласен път, част от Републиканската пътна мрежа на България, преминаващ по територията на Добричка и Шуменска област. Дължината му е 17 km.
Пътят се отклонява наляво при 38,7 km на Републикански път III-207 източно от село Орляк и се насочва на запад, а след това на югозапад през югозападната част на Добруджанското плато и най-източните части на Лудогорското плато. Минава през селата Орляк и Зърнево, навлиза в Шуменска област, минава и през село Цани Гинчево и в северната част на село Никола Козлево се свързва с Републикански път III-701 при неговия 28,3 km.
| Пътища, отклоняващи се надясно (населено място, № на пътя, посока на пътя) | km   | Пътища, отклоняващи се наляво (посока на пътя, № на пътя, населено място) |
| -------------------------------------------------------------------------- | ---- | ------------------------------------------------------------------------- |
| Община Тервел, Област Добрич, III-207, 38,7 km ←                           | 0,0  | ← 38,7 km, III-207, Област Добрич, Община Тервел                          |
| (за с. Войниково) общински път, с. Орляк ←                                 | 1,7  | с. Орляк                                                                  |
| (за с. Нова Камена) общински път, с. Зърнево ←                             | 7,9  | с. Зърнево                                                                |
| Община Никола Козлево, Област Шумен                                        | 9    | Област Шумен, Община Никола Козлево                                       |
| с. Цани Гинчево                                                            | 10,7 | с. Цани Гинчево                                                           |
| (от 49,6 km на I-7) III-701, 28,3 km, с. Никола Козлево →                  | 17,0 | → с. Никола Козлево, 28,3 km, III-701 (до тр. Нови пазар)                 |